# Indschīl
Indschīl (arabisch إنجيل, DMG inǧīl [ɪnˈʤiːl], in anderen Umschriften Injil oder Indjil) ist ein arabischer Ausdruck für das griechische εὐαγγέλιον, eu-angelion (Evangelium) und bezieht sich auf die durch Jesus von Nazareth überlieferte Offenbarung.
Im Koran wird das Wort Indschil zwölfmal erwähnt. Es bezieht sich dort auf die Offenbarung, die Gott Isa ibn Maryam (Jesus von Nazareth) gesandt hat und die von diesem verkündet wurde. Das Wort bezeichnet ferner jene Schriften, welche die Christen zur Zeit Mohammeds lasen. Nach einer verbreiteten islamischen Auffassung gelten die vier Evangelien als abgeändert, „verfälscht“ (taḥrīf), insbesondere was die Göttlichkeit Jesu und trinitarische Vorstellungen betrifft. Die Ähnlichkeit zwischen Überlieferungen der Bibel und des Korans kann bislang nicht eindeutig darauf zurückgeführt werden, dass arabische Bibelübersetzungen bereits vor Mohammeds Zeitgenossenschaft vorlagen; eher ist an mündliche Überlieferung zu denken, etwa durch jemenitische Christen und syrische Nestorianer (aus al-Ḥīra). Dies findet eine Bestätigung in südarabischen und äthiopischen Termini in den relevanten Passagen (es bestand enger Kontakt zwischen den jemenitischen und äthiopischen Gemeinden). Auch einige Hadithe sind durch Kenntnis biblischer Überlieferung erklärbar. Da die frühesten Hadithe ein bis zwei Jahrhunderte nach Mohammeds Tod festgehalten und erst weitere Jahrhunderte später als Abschriften erstellt wurden, ist dies mit Vorsicht zu betrachten. Spätere islamische Theologen wie al-Masʿūdī und al-Bīrūnī belegen eine zunehmende exakte Bibelkenntnis, jedoch lebten beide 300 Jahre nach den Anfängen des Islam. Eine polemische Auseinandersetzung zwischen islamischen und christlichen Positionen gewann durch das 1908 ins Arabische übersetzte sogenannte Barnabasevangelium weiteren Auftrieb, da dieses Jesus eine teils oder im Wesentlichen islamische Lehre zuschreibt.
Neben der Verwendung im islamischen Kontext bezeichnen auch arabischsprachige Christen mit dem Begriff Indschil den Inhalt der Botschaft von Jesus Christus (Evangelium – „gute Nachricht“). Gleichzeitig ist hier Indschil als Bezeichnung der vier Evangelien des Neuen Testamentes üblich: Evangelium nach Matthäus (إنجيل البشير متى bzw. griechisch εὐανγέλιον κατά Ματθαίον) usw. Ebenso ist „al-Indschil“ als Bezeichnung für das gesamte Neue Testament üblich. Der arabische Begriff ist im gleichen Sinne auch als Lehnwort in einer Reihe von islamisch geprägten Kulturen in die Sprachen eingegangen, zum Beispiel im Swahili, im Türkischen und im Indonesischen.